# Lophoptera togata
Lophoptera togata là một loài bướm đêm trong họ Noctuidae.